# Antônio Roberto de Almeida
Antônio Roberto de Almeida (? — Santa Luzia do Sabará, 21 de dezembro de 1882) foi um advogado, juiz e político brasileiro.

## História
Após estudar direito na Academia de Sciencias Juridicas, e Sociaes, S. Paulo, graduou-se bacharel em 19 de outubro de 1835, iniciando uma carreira nos meios jurídicos locais. Sua entrada na política se deu em 1836 quando saiu candidato a vereador da cidade de São Paulo, tendo sido eleito para o período entre 1837 a 1839. No mesmo período concorreu a um cargo na Assembleia Legislativa da Província de São Paulo, tendo recebido 143 votos e ficando como suplente.
Em 11 de janeiro de 1853 é nomeado juiz de direito em Franca. No mesmo ano também é nomeado chefe de polícia de São Paulo, função que exerce até meados de 1858. Foi nomeado pelo Imperador D. Pedro II vice –presidente da Província de São Paulo por meio de carta imperial de 24 de abril de 1855, substituindo o conselheiro Carlos Carneiro de Campos, que se demitira. Pouco tempo depois, em 16 de maio, assume a presidência por conta do então presidente, José Antônio Saraiva, retornar para a corte do Rio para assumir o cargo de deputado.
Foi presidente da província de São Paulo por duas vezes, de 16 de maio de 1855 a 29 de abril de 1856 e de 22 de janeiro a 27 de setembro de 1857. Durante seu breve mandato, ficou famoso por enfrentar uma epidemia de cólera em Santos, que ameaçava atingir com força a capital da província. Porém, Almeida criou uma barreira sanitária entre Santos e São Paulo, interrompendo o comércio e até as comunicações, enquanto mandou combater a doença no litoral, que acabou debelada. Seus atos mais importantes foram conceder a emancipação da Vila de Caraguatatuba e criar os municípios de Franca, Bragança Paulista, Constituição (atual Piracicaba) e Lorena. 
O Partido Liberal o lançou candidato a vereador em 1864, porém declinou da mesma por motivos de saúde e escolheu para o seu lugar Sebastião José Rodrigues de Azevedo, que acabou se elegendo.
Aposentou-se em 1864 como juiz de direito em Franca. Posteriormente muda-se para uma fazenda em Santa Luzia do Sabará, onde passa seus anos finais.Faleceu em 21 de dezembro de 1882.
Em sua homenagem, a prefeitura de São Paulo nomeou a então Rua  dos Bancários, distrito de Cangaíba, para Rua Antonio Roberto de Almeida, através do decreto nº 15.359 de 25 de setembro de 1978. Em Santa Luzia, onde faleceu, a prefeitura o homenageou batizando o teatro local de Teatro Municipal Antonio Roberto de Almeida.